# 单瓣黄木香
单瓣黄木香（学名：Rosa banksiae f. lutescens）为蔷薇科蔷薇属黄木香下的一个变型。

## 扩展阅读
- 維基物種上的相關：单瓣黄木香